# Lok-Sabha-Wahlkreis Bangalore City
Der Lok-Sabha-Wahlkreis Bangalore City war von 1957 bis 1962 ein Wahlkreis bei den Wahlen zur Lok Sabha, dem Unterhaus des indischen Parlaments. Er gehörte zum Bundesstaat Mysore und umfasste die Stadt Bangalore.
Bei der ersten Lok-Sabha-Wahl 1951 waren Bangalore und Umgebung noch in die Wahlkreise Bangalore North und Bangalore South unterteilt. Zur Lok-Sabha-Wahl 1957 entstanden aus den vormaligen Wahlkreisen Bangalore North und Bangalore South die neuen Wahlkreise Bangalore City und Bangalore. Im Vorfeld der Lok-Sabha-Wahl 1967 wurde der Wahlkreis Bangalore City aufgelöst. Die Stadt Bangalore ging nun in den neuformierten Wahlkreis Bangalore über.

## Abgeordnete
| Wahl | Name              | Partei | Stimmen |
| ---- | ----------------- | ------ | ------- |
| 1957 | N. Keshavaiengar  | INC    | 58,3 %  |
| 1962 | K. Hanumanthaiyah | INC    | 55,2 %  |